# Lovecká trubka
Lovecká trubka je žesťový dechový nástroj, původně používaný po staletí (tj. ve 2. tisíciletí) nejčastěji ke svolávání lovecké společnosti na určitém místě a jejich jednotlivých členů v lese. Mimoto personál, připravující lov - tj. lovčí - používali při přípravě honů rohů jako hlásných instrumentů k pokynům nadhánečům zvěře (honcům; většinou ze skupin poddaných) a na signál rohu byli následně vypouštěni smečky psů. 
Lovecká trubka je velmi podobná loveckému rohu a společně s ním je předchůdcem moderního lesní rohu. 

## Historie
Lovecký roh má svůj původ ovšem již ve starověku. Kdysi sloužil k zesílení signálních hlasů při válečných konfliktech, vedle toho byl používán při slavnostních obřadech, průvodech, hrách atd. Roh se později objevil u ponocných a v hudbě. Tam je však dávána přednost rohu kovovému. Z Egypta se dostal do Řecka, pak Říma atd. Dnes se s jeho používáním lze setkat i vedle místa loveckých honů, např. v hudebních představeních. 
S oblibou byl lovecký roh (někdy zvaný i lesní trubkou) používán v minulosti při lovech . Má tvar rozšiřující se zahnuté duté trouby, a to proto, že byla často vyráběna např. z rohů některých zvířat. Její tvar je blízký mj. i k prachovnici. Materiálem byla vedle rohů ze zvířat časem mj. i mosaz, která se přírodnímu rohu (ze skotu) aj. vyrovnala. V muzeích a na zámcích jsou dodnes často k vidění lovecké rohy z období 17.-20. století.
Trubka byla povětšinou několik decimetrů dlouhá, nejčastěji 30 cm, ale i více. Často mohla být skvostným uměleckým kouskem, neb se ryla a byla i jinak zdobena - např. loveckými motivy - štvanice, sv. Huberta - patrona myslivců a lovců atp.
Lesní roh se dodnes používá jako jako signál k zahájení a ukončení společného lovu, protože je slyšet na velkou vzdálenost i když se lovci nevidí.